# Getterson
Getterson Alves dos Santos (sinh ngày 16 tháng 5 năm 1991), còn được biết với tên đơn giản Getterson, là một cầu thủ bóng đá Brasil thi đấu ở vị trí tiền đạo cho Pohang Steelers, cho mượn từ J. Malucelli.

## Sự nghiệp
Getterson bắt đầu sự nghiệp năm 2011 với Oeste, và sau đó chuyển đến Toledo năm 2013. Anh ký hợp đồng với J. Malucelli trong năm đó. Vào tháng 6 năm 2016, Getterson được cho mượn đến São Paulo, nhưng vài giờ sau khi thông báo, hợp đồng bị phá vỡ sau khi người hâm mộ phát hiện những lời lẽ không hay của anh cách đây 4 năm về São Paulo, trên tài khoản Twitter mà nay ít sử dụng. Anh cũng tự xưng là người hâm mộ của kình địch câu lạc bộ là Corinthians, Sau đó anh được cho mượn đến đội bóng tại Major League Soccer FC Dallas ngày 9 tháng 7 năm 2016.